# Matthew Upson
Matthew James Upson (født 18. april 1979 i Hartismere, England) er en engelsk tidligere fodboldspiller, der spillede som midterforsvarer. Han var på klubplan blandt andet tilknyttet Birmingham, West Bromwich og Arsenal. Opholdet i Arsenal var dog præget af udlejninger til henholdsvis Nottingham Forest, Crystal Palace F.C. og Reading F.C.
Upson var med Arsenal F.C. med til at vinde The Double, Premier League og FA Cuppen, i både 1998 og 2002.

## Landshold
Upson nåede i sin tid som landsholdsspiller (2003-2010) at spille 21 kampe og score to mål for Englands landshold. Han debuterede for holdet i maj 2003 i en kamp mod Sydafrika. Den 19. november 2008 scorede han sit første landskampsmål, og i et opgør mod arvefjenderne Tyskland i 2010, hvor England tabte 1-4 . Han blev udtaget til VM i 2010 i Sydafrika.

## Titler
Premier League
- 1998 og 2002 med Arsenal F.C.

FA Cup
- 1998 og 2002 med Arsenal F.C.